# Roger Honegger
Roger Honegger (* 18. März 1964 in Stäfa) ist ein ehemaliger Radrennfahrer aus der Schweiz und nationaler Meister im Radsport.

## Sportliche Laufbahn
Honegger war im Querfeldeinrennen (heutige Bezeichnung Cyclocross) und im Strassenradsport aktiv. Bei den Cyclocross-Weltmeisterschaften 1988 gewann er die Silbermedaille bei den Amateuren hinter Karel Camrda, 1989 holte er Bronze. 1990 wurde er 10. bei den Profis, 1991 7., 1993 11., 1995 5.
Bei den Schweizer Radquer-Meisterschaften wurde er 1989 und 1995 Dritter. 1989 gewann er die Schweizer Meisterschaft im Mountainbikesport. Von 1989 bis 1995 war er Berufsfahrer. 1990 bestritt er die Tour de Suisse. Auf der Strasse hatte er keine Erfolge.